# Крехівська сільська рада
| Кре́хівська сільська́ ра́да — орган місцевого самоврядування у Жовківському районі Львівської області з адміністративним центром у с. Крехів. Історична дата утворення: в 1940 році. Водоймища на території, підпорядкованій даній раді: річка Млинівка. Сільській раді підпорядковані населені пункти: - с. Крехів - с. Козулька - с. Крута Долина - с. Майдан - с. Папірня - с. Руда-Крехівська - с. Фійна |

## Склад ради
Рада складається з 16 депутатів та голови.

### Керівний склад ради
| ПІБ                        | Основні відомості                                                           | Дата обрання | Дата звільнення |
| -------------------------- | --------------------------------------------------------------------------- | ------------ | --------------- |
| Войтик Ярослав Миколайович | Сільський голова, 1955 року народження, освіта, член Народного Руху України | 26.03.2006   | 31.10.2010      |
| Драган Микола Богданович   | Сільський голова, 1980 року народження, освіта вища, безпартійний           | 31.10.2010   |                 |

Примітка: таблиця складена за даними джерела